# Dnevnik Pauline P.
Dnevnik Pauline P. je popularna knjiga za djecu koju je napisala Sanja Polak. Knjiga je napisana u obliku dnevnika djevojčice Pauline P., koja opisuje svoje svakodnevne dogodovštine, probleme, prijateljstva i obitelj. Knjiga je izuzetno popularna među mladim čitateljima zbog svog iskrenog, humorističnog i zanimljivog prikaza života jedne djevojčice.
Radnja prati desetogodišnju djevojčicu Paulinu koja kroz svoj dnevnik dijeli sve što joj se događa u životu. Paulina je vesela i znatiželjna djevojčica koja se suočava s uobičajenim izazovima odrastanja, kao što su škola, prijateljstva, obitelj i prve simpatije. Kroz njene zapise u dnevniku, čitatelji dobivaju uvid u njezine misli, osjećaje i svakodnevne dogodovštine.

## Knjige
Serijal se sastoji od 4 knjiga:
- Dnevnik Pauline P. (2004)
- Drugi dnevnik Pauline P. (2006.)
- Paulina P. piše zadaću? (2007.)
- Paulina P. u velikim problemima (2010.)

## Kazališna predstava
Knjiga je prenesena i u obliku kazališne predstave 2005. godine od strane kazališta Žar ptica u režiji Snježane Banović. U siječnju 2024. se odigrala 500. izvedba.

## Filmovi

### Dnevnik Pauline P. (2023.)
2023. objavljen je film Dnevnik Pauline P. redatelja Nevena Hitreca u produkciji studija Jaka Produkcija. Proglašen je najgledanijim domaćim filmom u 2023. godini s ukupno 91 659 gledatelja. U kolovozu iste godine distribuiran je na streaming platformi Netflix.

### Drugi dnevnik Pauline P. (2025.)
U prosincu 2023. najavljen je nastavak, koji će pratiti radnju druge knjige serijala Drugi dnevnik Pauline P. Film se snimao od 31. srpnja 2024. do 5. rujna iste godine. Snimao se na raznim lokacijama diljem grada Zagreba i nekoliko scena u Sloveniji. U nastavku svoje uloge iz prvoga filma ponavljaju glumci: Jakov Švarc, Aria Dunda, Ramona Ivanda, Tom Rushaidat, Judita Franković Brdar, Igor Kovač, Borko Perić, Vinko Kraljević i Ksenija Marinković. Film je najavljen za prikazivanje u studenom 2025.